# 岩津天満宮
岩津天満宮（いわづてんまんぐう）は、愛知県岡崎市岩津町東山にある天満宮。通称は岩津天神。御祭神は菅原道真。前宮司の服部貞弘は神道政治連盟会長、日本会議顧問などを務めた。

## 沿革
信光明寺22世一誉上人が宝暦9年（1759年）に鎌倉・荏柄山天満宮（芭蕉天神）の分霊を勧請し、境内観音堂に祀るも霊夢により、東山の現在地に祠を建立し社殿を造営。その後歴代上人の布教努力により、尾張・遠州・三河と信仰を広めた。
明治維新後の神仏判然令（神仏分離令）により、信光明寺の所管を離れ、氏子のない崇敬神社として、管理は岩津村に移された。
1879年（明治12年）、火災により社殿は焼失。これを聞いた、立山修験の布教に三河を訪れていた富山県立山の芦峅寺の大阿闍梨鑁禪（佐伯鑁禪）が、布教の折常宿としていた碧南の実業家で人造石（長七たたき）発明者、服部長七に復興支援を依頼した。
1900年（明治33年）6月、服部長七は崇敬者総代に就任、本殿再建臨時祭典を執行した。1911年（明治44年）、岩津天満宮御本殿再興を果たす。1912年（明治45年）、岩津天満宮に隠棲。1919年（大正8年）に現在の拝殿を造営した。
1929年（昭和4年）、神楽殿が建てられる。1971年（昭和46年）、熱田神宮宮庁舎を移築、社務所が改築される。1980年（昭和55年）、本殿が改築造営される。1988年（昭和63年）、現在の社務所が造営される。2011年（平成23年）、本殿・幣殿・拝殿が改修される。

## 神職
服部長七以降、神職は服部家が継承している。
先代宮司の服部貞弘は長七の孫で、1963年（昭和38年）から1979年（昭和54年）まで岡崎市議会議員を4期務めた。市議時代は浦野幸男衆議院議員の派閥（大平派）に所属。1971年（昭和46年）4月の岡崎市長選挙に向けて浦野派の内部で近藤春次県議を推す動きが出た際は、「近藤に分はない」と読んだ浦野の命を受けて調整に走り、内田喜久県議の候補者一本化に一役買った。1977年（昭和52年）1月16日に浦野が急死すると、浦野派の服部と太田進市議は後継者を岡崎市から擁立するための運動を開始。しかし豊田勢に先を越され、浦野の地盤は娘婿の浦野烋興が継いだ。
服部貞弘は1983年（昭和58年）6月3日、「神道政治連盟」の第5代会長に就任。1992年（平成4年）、会長を退任し、常任顧問に就任。1997年（平成9年）、岩津天満宮宮司を引退。神職を退いたのち、極右団体「日本会議」の顧問に就任。長年にわたり右派運動の中枢にいた。2016年（平成28年）8月18日、死去。
現宮司の服部憲明も本職の傍ら、神道政治連盟副会長、同幹事長、同愛知県本部会長、日本会議愛知県本部代表委員、中根義高県議の後援会会長など数々の要職を務め、先代と同様の政治活動を遂行している。

## 交通機関
- JR東海道本線 / 愛知環状鉄道・愛知環状鉄道線 岡崎駅または名鉄名古屋本線 東岡崎駅から名鉄バス 奥殿陣屋行き、足助行（北斗団地経由でも可）、三河上郷駅行きに乗車、「岩津天神口」バス停で下車、徒歩で約8分。　かつては名鉄挙母線の岩津駅が最寄り駅であった。

## ギャラリー

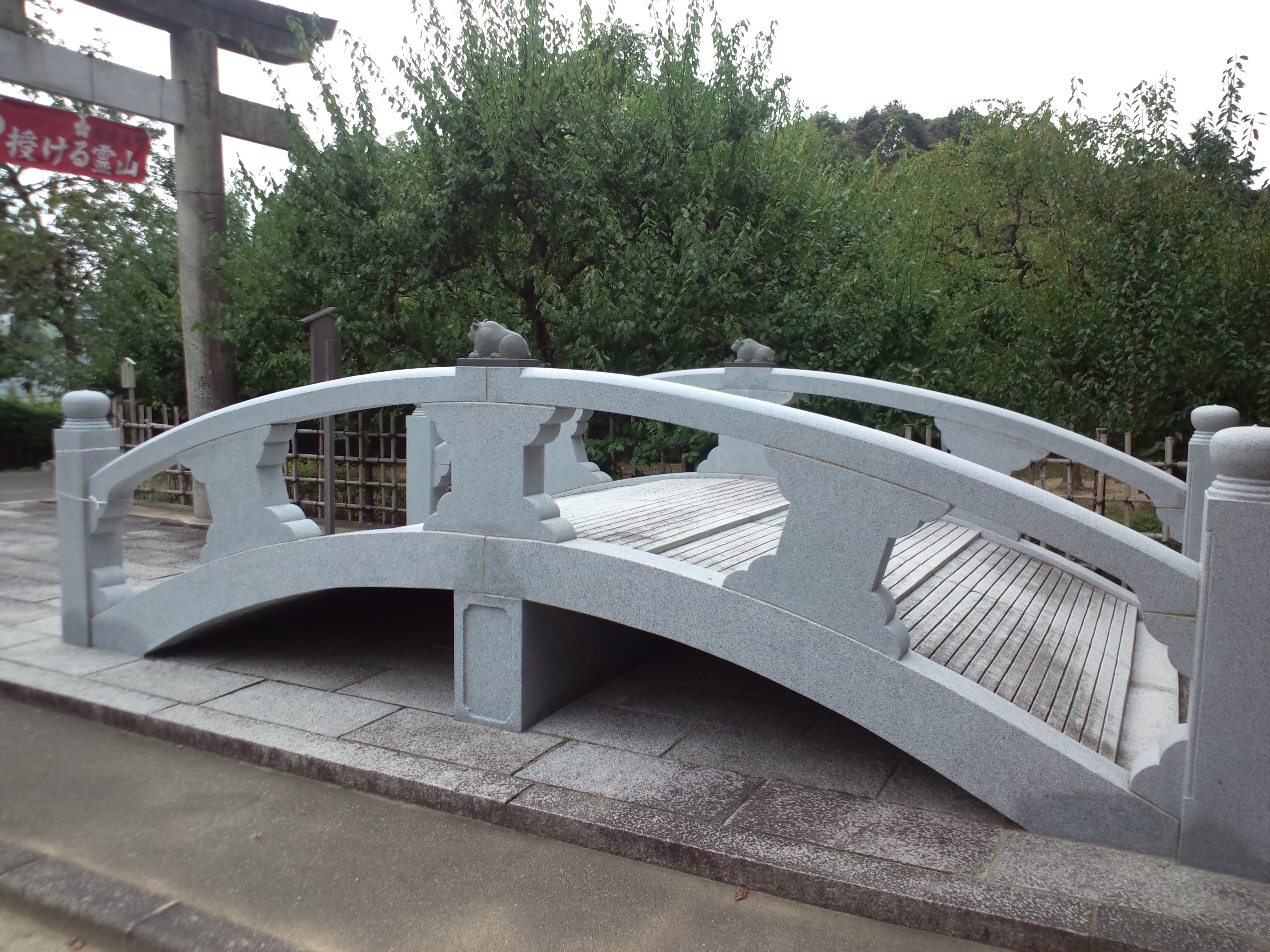
神橋
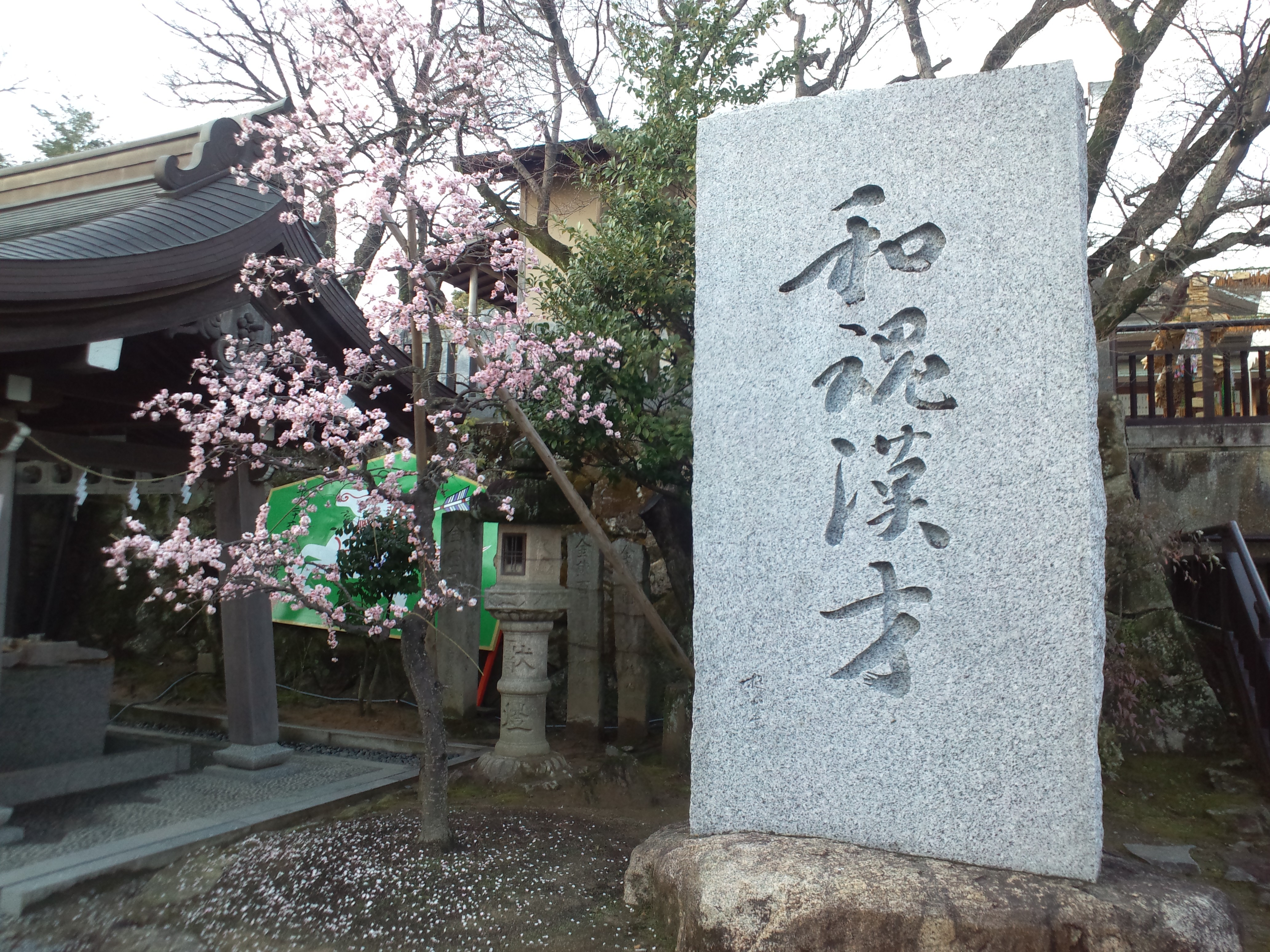
『和魂漢才』石碑
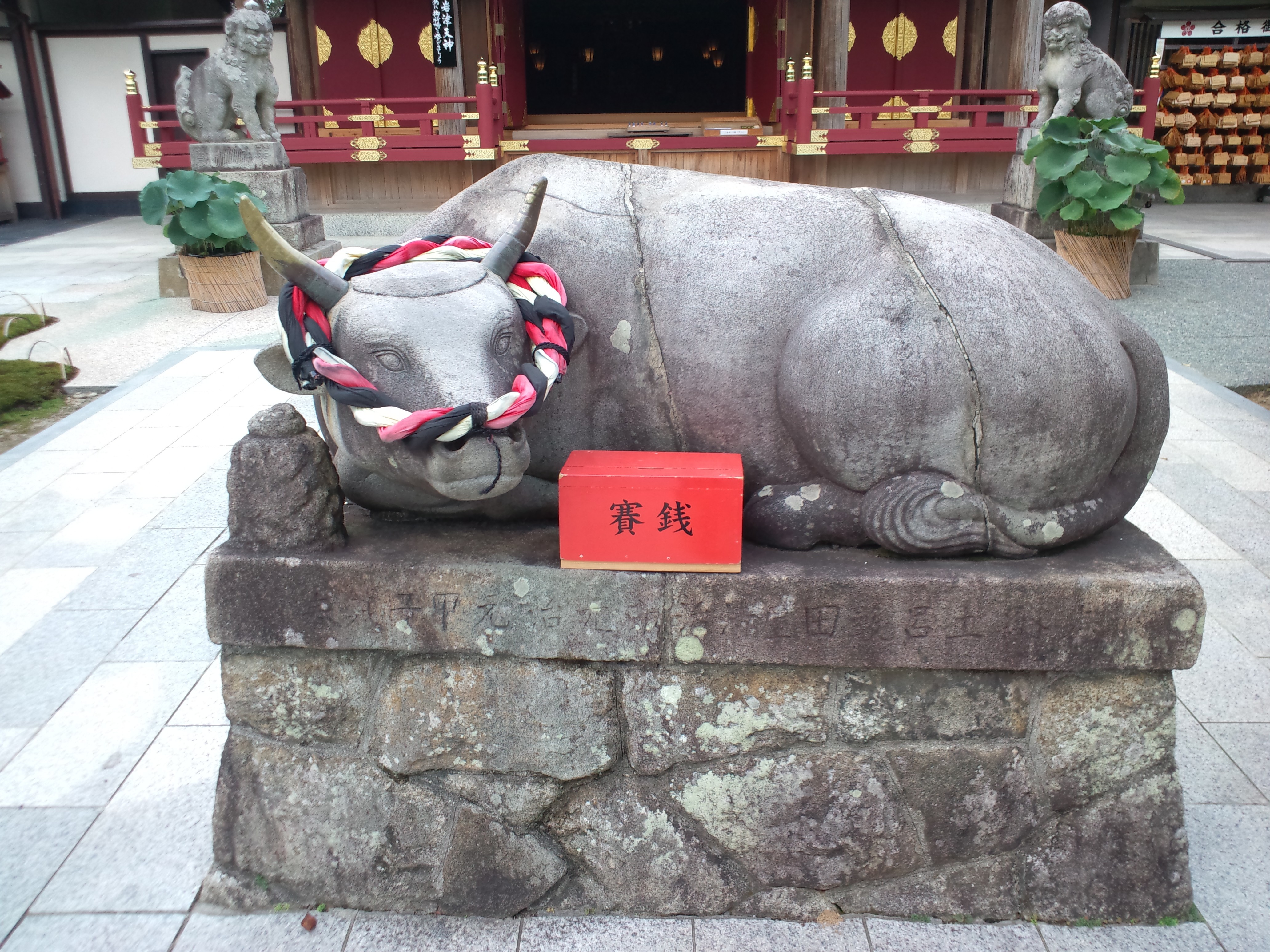
臥牛像
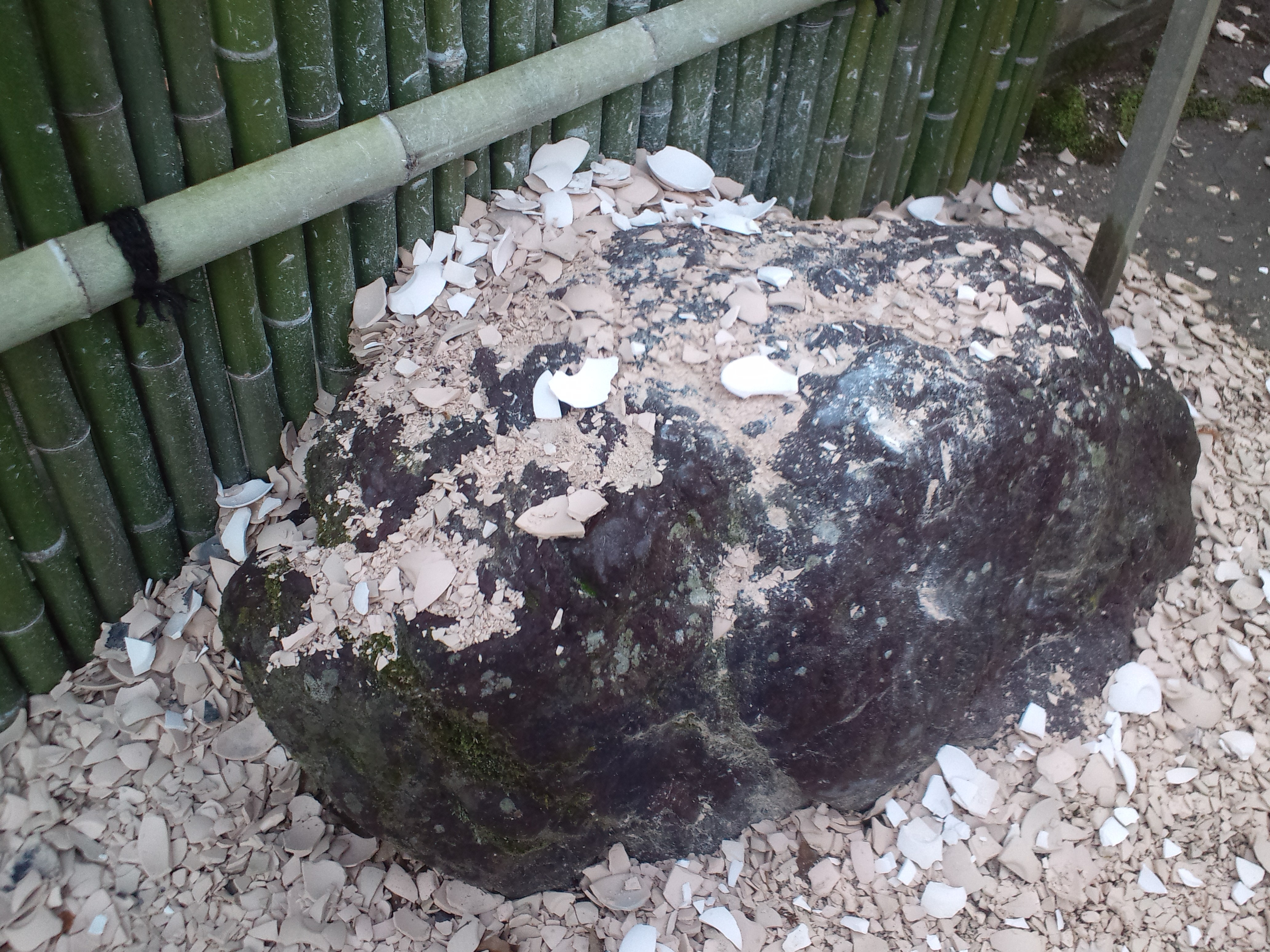
厄割石
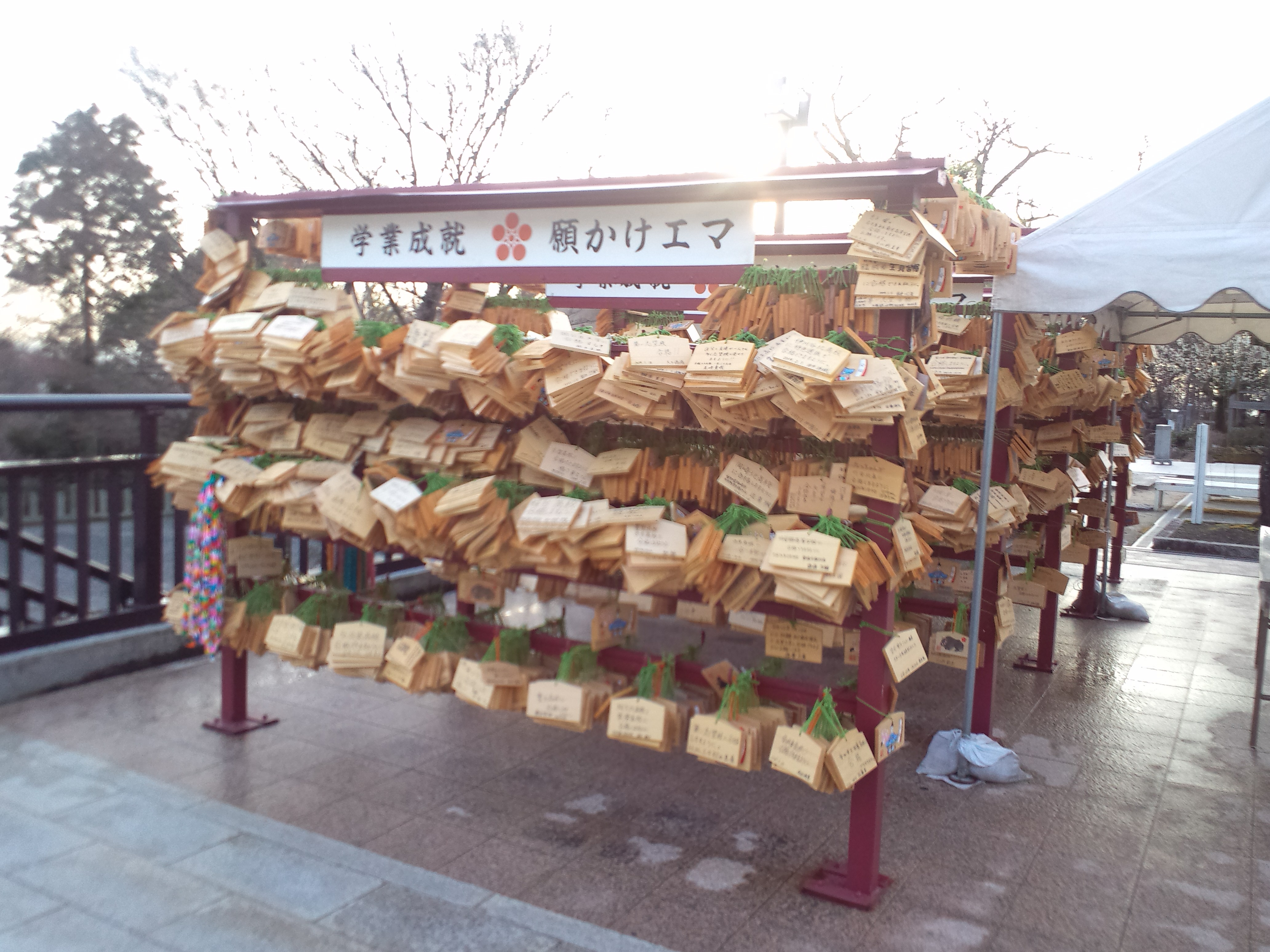
絵馬掛け
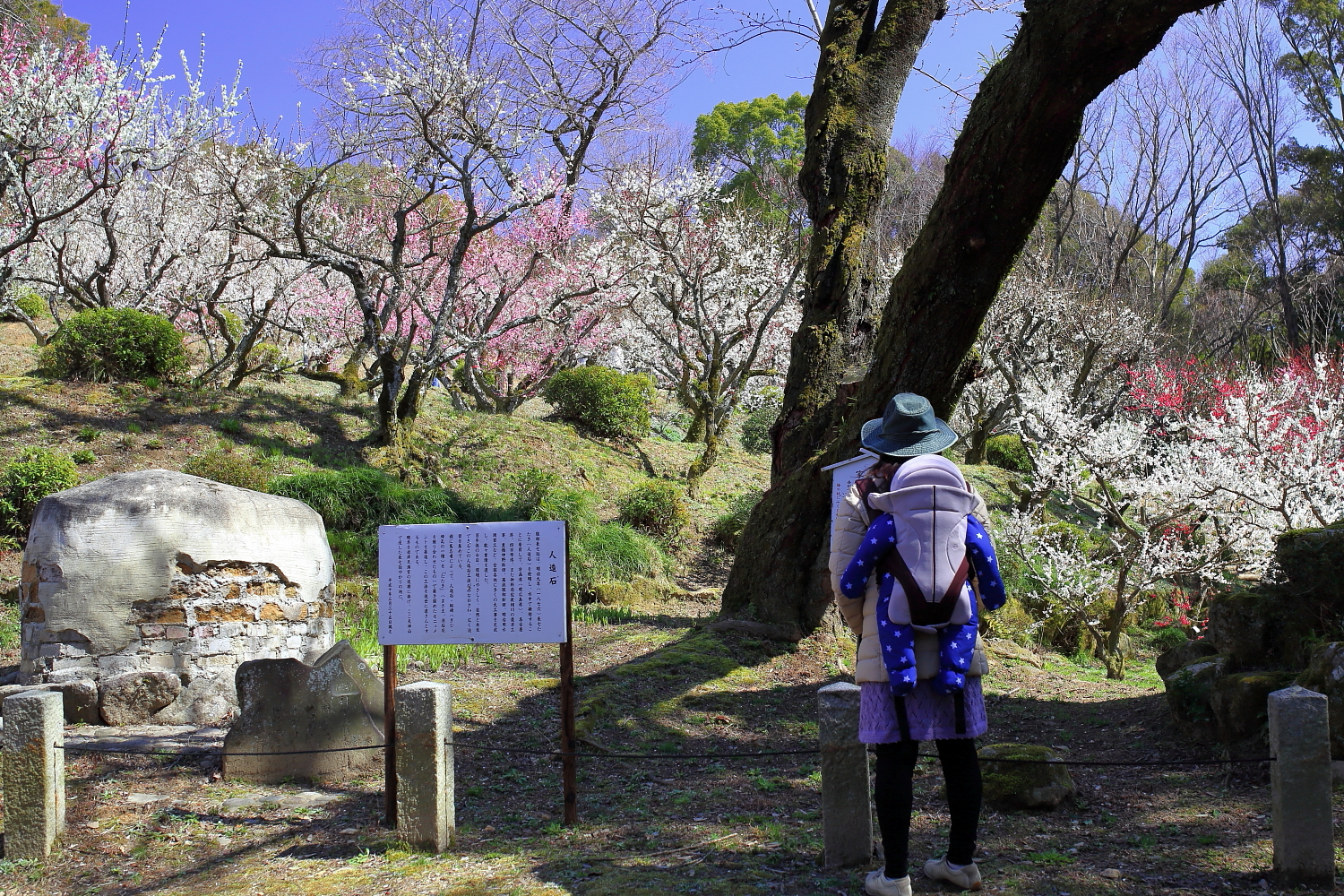
梅苑
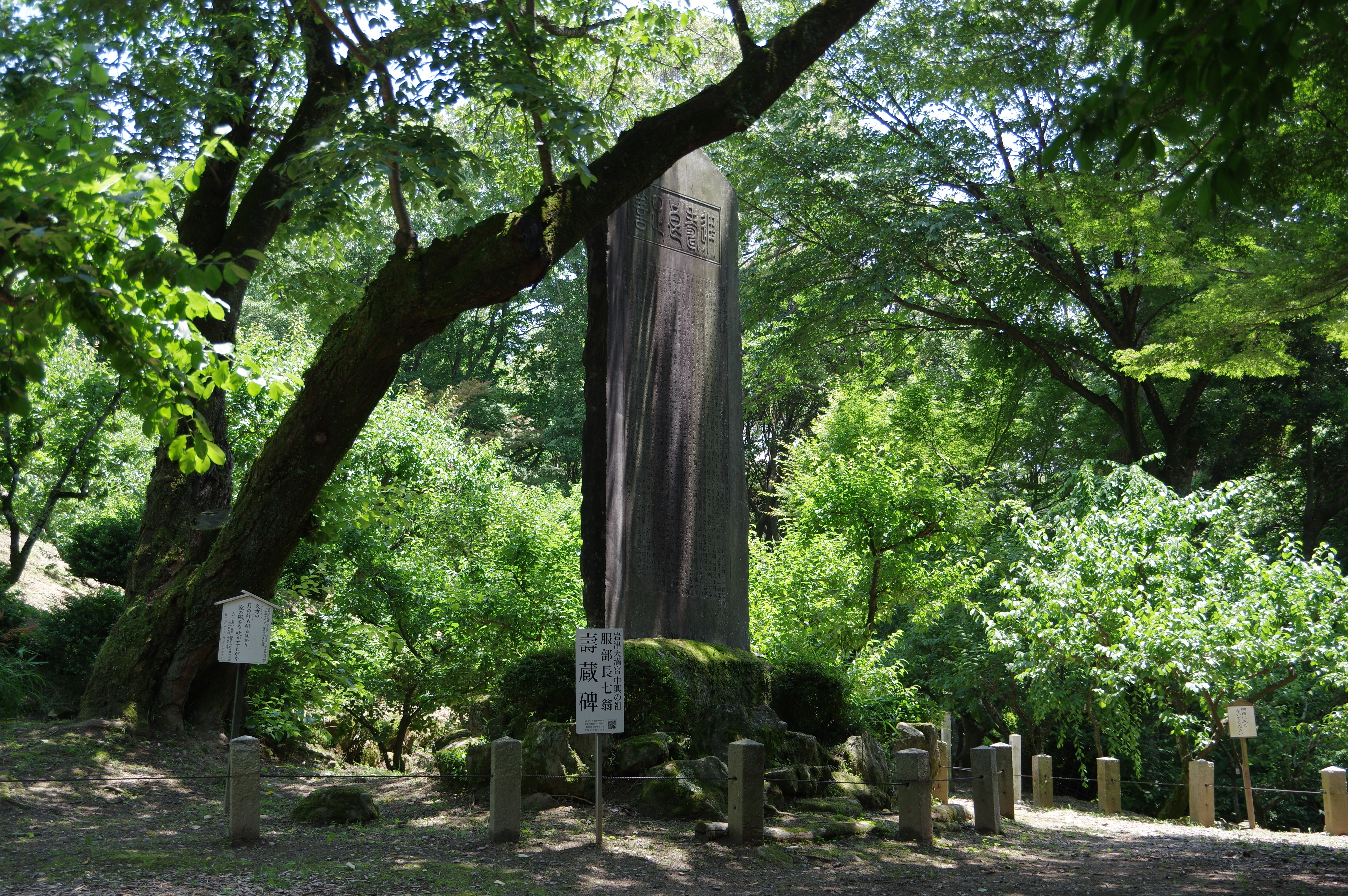
服部長七顕彰碑
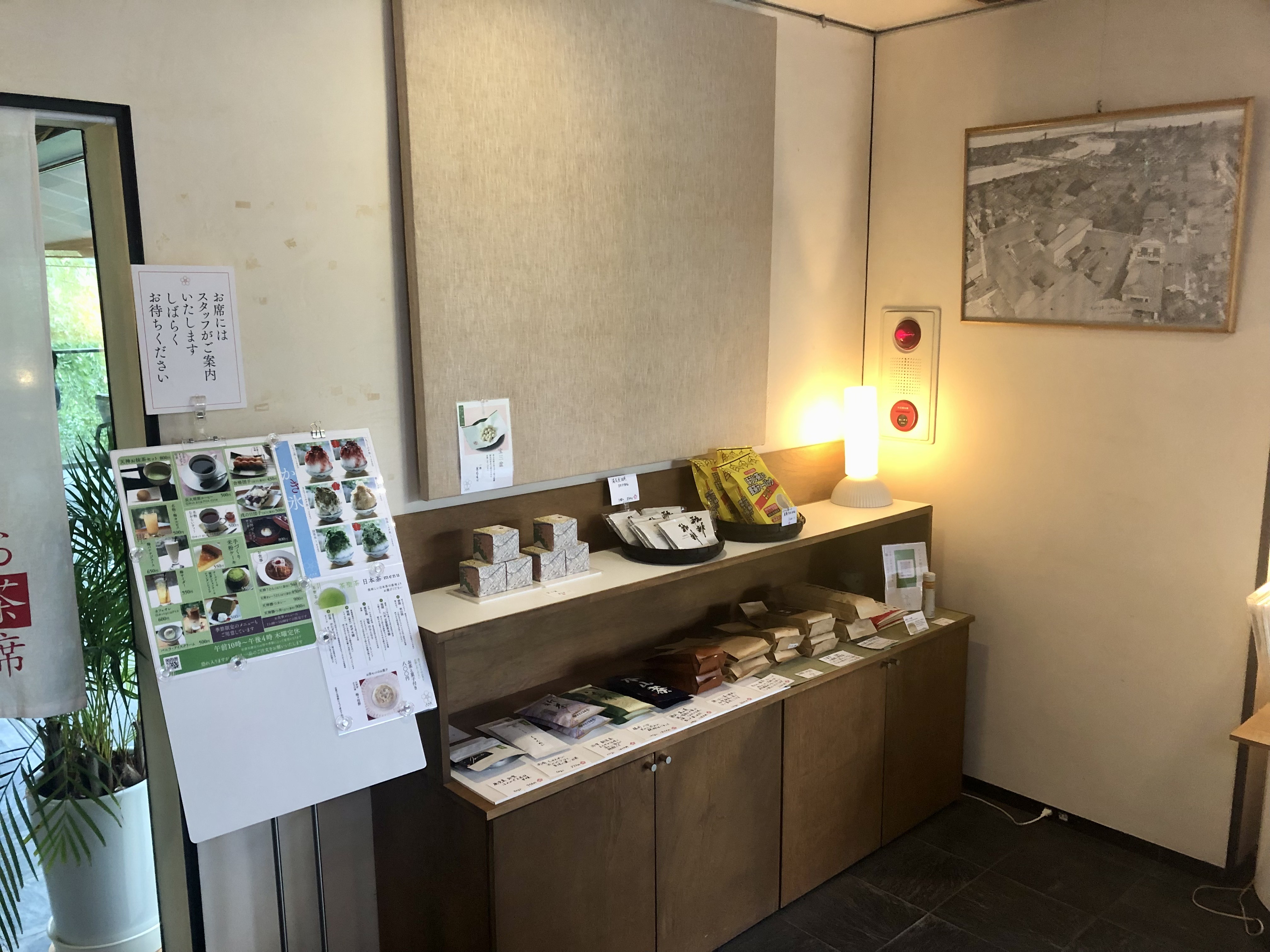
余香殿なおらい